# Tomoji Abe
Tomoji Abe (阿部 知二), né le 26 juin 1903 à Yunogō, Mimasaka, Okayama et mort le 23 avril 1973, est un romancier et critique japonais.

## Biographie
Spécialiste reconnu de littérature anglaise, on lui doit notamment des traductions de Shakespeare ainsi qu'une étude sur Melville. Abe se signale dès ses premières publications par une approche très analytique de la littérature. Il travaille fortement cette approche dans Logement hivernal (Fuyu no yado, 1936). Progressivement, il développe un intérêt pour les questions politiques, il exprime dans La tourmente (Fûsetsu, 1938) les réserves que lui inspirait le fascisme.

## Travaux publiés
- Kasei (Metaplasia) et Kyoseisha-no Tamashii (L'esprit de rectifier), essai, Shumon. 1925
- Shuchi-teki Bungakuron (sur l’intellectualisation de la littérature), essai, Shi-to Shiron. 1929 ; livre, Kōseikaku. 1930
- Nichi–Doku Taikō Kyōgi (日独対抗競技?) (Les jeux athlétiques Japon-Allemagne), nouvelle, Shinchō 1930
- Shiroi Shikan (L'officier blanc), nouvelle, Shinchō. 1930
- Koi to Afurika (恋とアフリカ?) (Amour et Afrique), nouvelle, Shinchō. 1930
- Shinema no Kokujin (シネマの黒人?) (Un noir dans le cinéma), nouvelle. 1930
- Umi no Aibu (海の愛撫?) (Caresse de la mer), nouvelle, Shinchō. 1930
- Bungaku to Rinrisei (Littérature et moralité), essaie, Kōdō. 1933
- Riarizumu to Shinjitsu (Réalisme et la vérité), essaie, Kōdō. 1934
- Bungaku to Nikutai (Littérature et la chaire), essaie, Kōdō. 1934
- Bungaku no Kōsatsu (Une étude de la littérature), collection d'essais, Kinokuniya. 1934
- Merubiru (Melville), biographie critique, Kenkyūsha. 1934
- Arechi (Wastelet), nouvelle, Kōdō. 1935
- Fuyu no Yado (冬の宿?) (Un gîte d'hiver), nouvelle, Bungakkai (Janvier-Octobre questions, 1936); livre (novembre), Dai-ichi Shobō. 1936
- Genei (幻影?) (Illusion), nouvelle, Shinchō. 1936
- Kōfuku (幸福?) (Bonheur), Kawade Shobō. 1937
- Bairon (Byron), biographie critique, Kenkyūsha. 1937
- Pekin (北京?) (Peking), Dai-ichi Shobō. 1938
- Bairon Shishū (Collection de poèmes de Byron), Shinchōsha. 1938
- Fūsetsu (風雪?) (Hiver et neige), Nihon Hyōron. 1938
- Bungakuronshū (Une compilation de théorie littéraire), Kawade Shobō. 1938
- Kage (Ombre), Bungakkai. 1939
- Machi (街?) (Ville), Shinchōsha. 1939
- Oki ni Mesu Mama (Comme tu aimes), trad. d'une pièce de W. Shakespeare, Iwanami Bunko. 1939
- Fūsetsu (風雪?) (Wind et Snow), livre, Sōgensha. 1939
- Hikari to Kage (光と影?) (Lumière et ombre), Shinchōsha. 1939
- Merubiru Hakugei, traduction partielle de Moby Dick, de Melville, Chisei. 1940
- Hi no Shima Jawa, Baritō no Ki (火の島 ジャワ・バリ島の記?) (reportage sur Jawa, the Islet of Fire, et sur Bali), recueil d'essais. 1944
- Ryokui (緑衣?) (Green Robe), Shinchōsha. 1946
- Shi no Hana (死の花?) (Flower of Death), Sekai. 1946
- Jojō to Hyōgen (Liricism et Expression), collection of essays, Yōtokusha. 1948
- Kuroi Kage (黒い影?) (Black Shadow), Hosokawa Shoten. 1949
- Shiro Inaka kara no Tegami (城 田舎からの手紙?) (The Castle: Letters from the Countryside), short stories collection, Tokyo, Sōgensha. 1949
- Hakugei I (白鯨第1巻?) (Moby Dick I), livre, Chikuma Shobō. 1949
- Hakugei II (白鯨第2巻?) (Moby Dick II), livre, Chikuma Shobō. 1950
- Jinkō Teien (人工庭園?) (A Fake Garden), Gunzō, (in 1954 made into film Onna no Sono). 1953
- Hakugei III (白鯨第3巻?) (Moby Dick III), livre, Chikuma Shobō. 1954
- Chisei ni Tsuite (About Intelligence), essay. 1954
- Ningen Besshi ni Kōshite (Resisting Contempt for Human Beings), essai, Bungei (Kawade Shobō Shinsha). 1955
- Genbaku to Bungaku (Atom Bomb et Literature), essai, Mita Bungaku. 1955
- Idainaru Michi (偉大なる道?) (The Great Road), trans. of Agnes Smedley's The Great Road: The Life et Times of Chu The, Iwanami Shoten. 1955
- Rekishi no Naka e (Inside History), collection of essays, Ōtsuki Shoten. 1955
- Shōsetsu no Yomikata (How to Read Novels), essai, Shibundō. 1955
- Jitsugetsu no Mado (日月の窓?) (Windows to the Sun et Moon), Kōdansha. 1955
- Jein Ea (ジェイン・エア?), trans. of C.Bronte's Jane Eyre, Kawade Shobō Shinsha. 1955
- Arashiga Oka (嵐が丘?), trans. of E.Bronte's Wuthering Heights, Iwanami Shoten. 1955
- Gūwa (Allegory), trans. of W. Faulkner's novel, Iwanami Shoten. 1955
- Tsuki to Rokupensu (月と六ペンス?), trad. de The Moon et Sixpence, Sekai Bungaku Zenshu, de Somerset Maugham (Kawade Shobō Shinsha). 1961
- Sekai Bungaku no Nagare  (Currents in World Literature), literary theory, Kawade Shobō Shinsha. 1963
- Shiroi Tō (白い塔?) (White Pillar), novel, Iwanami Shoten. 1963
- Takarajima, trans. of R.L. Stevenson's Treasure Islet, Iwanami Bunko. 1963
- Koman to Henken (高慢と偏見?), trans. of J. Austen's Pride et Prejudice, Kawade Shobō Shinsha. 1963
- Ryōshin-teki Heieki Kyohi no Shisō (良心的兵役拒否の思想?) (The Philosophy Behind Conscientious Objection). 1969